# Chiodos
Chiodos (произносится /tʃiːˈoʊdoʊz/ chee-OH-dohz) — американская пост-хардкор группа из Дэвидсона, Мичиган, существовавшая с 2001 по 2016 год. Образована под названием «The Chiodos Bros.» в честь режиссёров фильма Клоуны-убийцы из космоса - братьев Чиодо. Chiodos выпустили дебютный альбом All’s Well That Ends Well 26 июля 2005 года. Второй альбом Bone Palace Ballet был выпущен 4 сентября 2007 года в Северной Америке и дебютировал под номером 5 в Billboard 200 и под номером 1 в Independent Albums. 26 января 2009 года Warner Bros. Records переиздали Bone Palace Ballet в рамках нового соглашения о распространении в Великобритании. В 2010 году группа выпустила третий студийный альбом, Illuminaudio, и это был их единственный студийный альбом с Брэндоном Болмером в качестве вокалиста. Четвёртый и финальный альбом группы Devil был записан с первоначальным вокалистом Крэйгом Оуэнсом, ударником Дерриком Фростом, наиболее популярным у фанатов и выпущен 1 апреля 2014 года.

## История

### Начало иAll’s Well That Ends Well(2001—2005)
Первые участники группы Chiodos собрались (под названием The Chiodos Brothers) во время учёбы в средней школе в городе Дэвисон в 2001 году. Первоначально они начали выступать в Flint Local 432, музыкальном зале, предназначенном для всех возрастов, расположенном в центре города Флинт. Flint Local 432 также помог развиться другим общепризнанным альтернативным группам, таким как The Swellers, Cheap Girls и Empty Orchestra. После выпуска трёх EP (по одному каждый год) группа сменила название на Chiodos, и в 2004 году приступила к записи дебютного альбома All's Well That Ends Well. Дебютный альбом был выпущен 26 июля 2005 года на лейбле Equal Vision Records. Он занял 3 место в чарте Billboard Top Heatseekers и 164 в чарте Billboard 200 после своего выпуска.

### Bone Palace Balletи уход Крэйга Оуэнса (2006—2009)
Chiodos были хедлайнерами некоторых концертов до их присоединения к туру Alternative Press's 2006 «Invisible Sideshow», возглавляемому Armor for Sleep.
После этого тура они поддержали Matchbook Romance в туре «Take Action» лейбла Sub City весной 2006 года. Тем же летом они гастролировали с Fear Before the March of Flames, а также появлились в Warped Tour. Осенью 2006 года Chiodos появились на турне Atreyu, наряду с From First to Last и Every Time I Die, а также 3 и 36 Crazyfists. В начале 2008 года Chiodos гастролировали вместе с Linkin Park и Coheed and Cambria. В начале 2009 года группа также гастролировала с Nine Inch Nails и Alice in Chains в Австралии. Они выступили на Warped Tour 2009 на главной сцене вместе с группами The Devil Wears Prada, Bad Religion, Silverstein, Saosin и Underoath.
24 сентября 2009 года группа объявила на своей странице в MySpace, что они «отпустили» ведущего вокалиста Крэйга Оуэнса.
Для всех наших друзей, семьи и поклонников: Мы хотели бы сообщить вам, что мы уволили Крейга Оуэнса с позиции вокалиста Chiodos. Это решение было необходимым. Из уважения ко всей тяжелой работе, которую мы делали вместе на протяжении всех этих лет, мы не будем обсуждать конкретные причины, по которым это должно было произойти. Мы желаем Крейгу добра. Мы будем продолжать работать как группа, и мы будем держать вас в курсе, как разворачивается следующая глава. Любители Chiodos - лучшие фанаты в мире, и всё, что мы можем просить у вас, после всего, что вы уже дали нам, - это поделиться с нами возбуждением в ожидании следующего альбома. Мы обещаем, что вы не будете разочарованы............ Брэд, Джейсон, Пэт и Мэтт
Люди, близкие к группе, по-видимому, уже знали о напряжённости и раздражительности между Оуэнсом и другими членами, но в последующие дни после этого объявления выражали и удивление в связи с увольнением, и любопытство, как Chiodos будут выступать без Оуэнса – лица группы.

### Изменения в составе иIlluminaudio(2010—2012)

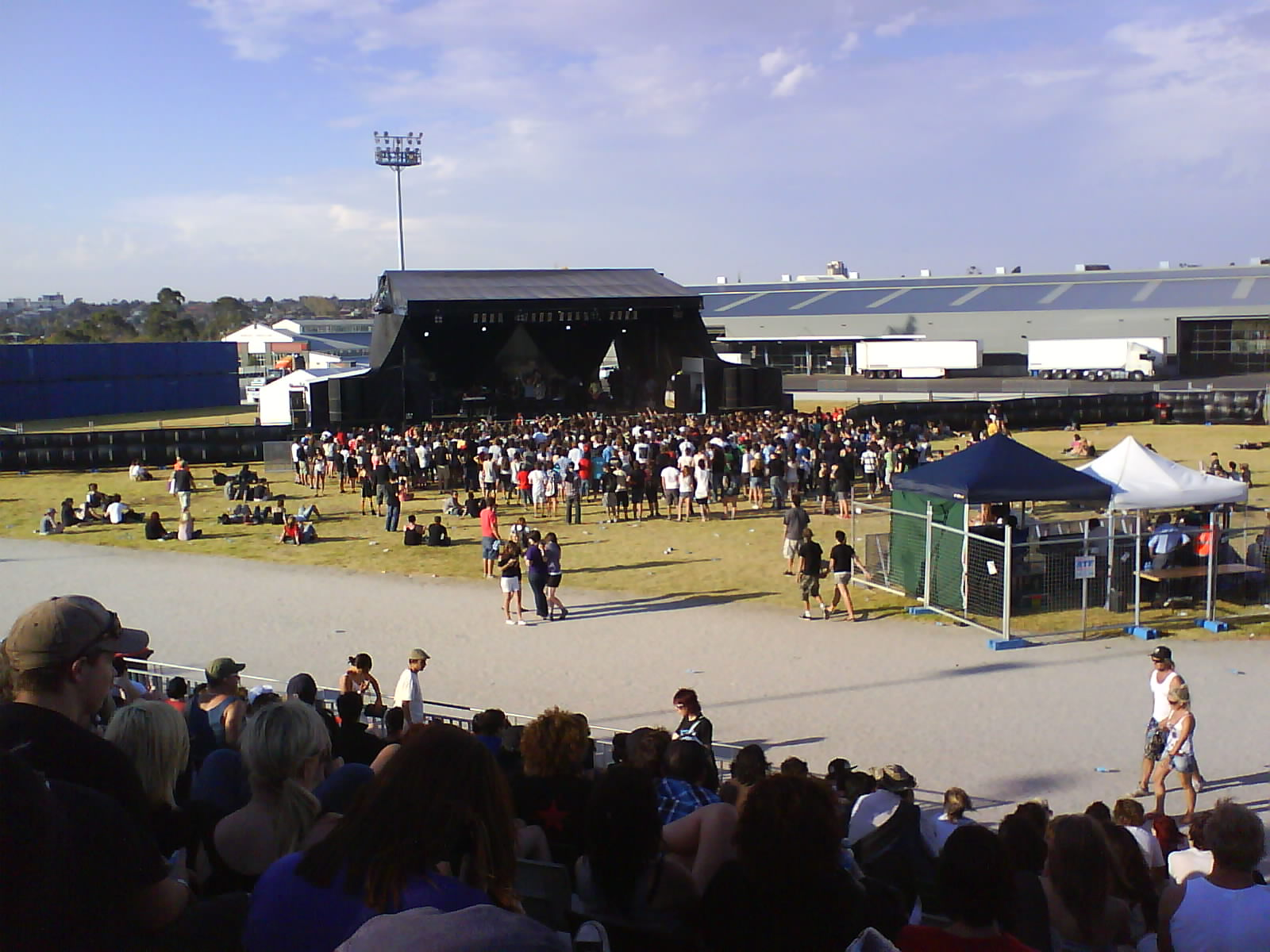
Выступление Chiodos на австралийском музыкальном фестивале Soundwave в Мельбурне, 2009 год

1 февраля 2010 года группа объявила о готовности записать третий альбом с известным продюсером Machine в том же месяце.  «В студию с Брэдли Беллом войдут участники Джейсон Хэйл (гитара), Пэт МакМэнаман (гитара), Мэтт Годдард (бас) и новый ударник, Таннер Уэйн (экс-Underminded, экс-Scary Kids Scaring Kids).
Группа планировала сохранить в секрете личность нового вокалиста до своего выступления на Bamboozle, но 2 февраля 2010 года Alternative Press сообщил, что бывший вокалист группы Yesterdays Rising, Брэндон Болмер, и был новым вокалистом. Болмер позже раскрыл Alternative Press, что он стал новым вокалистом Chiodos, и он больше не будет участником Yesterdays Rising.
В майском номере «Alternative Press» группа заявила, что они и Деррик Фрост расстались в то время из-за неспособности его и Крейга Оуэнса ладить. Группа уволила Фроста из-за Оуэнса, и только через несколько месяцев уволила Оуэнса. Они также заявили, что решили вернуть Фроста.
9 июня 2010 года в Интернет "утекла" демо-запись с Оуэнсом на вокале под названием «Thermacare». Запись была сделана в сентябре, незадолго до того, как Оуэнс расстался с группой. Группа выпустила версию этой песни на своем новом CD Illuminaudio, переименовав её в «Stratovolcano Mouth», в котором представлена только музыкальная часть «Thermacare». Группа Оуэнса D.R.U.G.S. выпустила свою версию на своём одноимённом дебютном альбоме. Она состоит из оригинального текста Оуэнса с новой музыкой и переименовывается в «The Only Thing You Talk About».
3 августа 2010 года «Alternative Press» опубликовала на своём сайте, что новый альбом Chiodos будет озаглавлен Illuminaudio и будет выпущен 5 октября. Это было подтверждено 9 августа 2010 года, в пресс-релизе с их лейбла Equal Vision.
21 января 2011 года была выпущена австралийская версия компакт-диска Illuminaudio с бонус-треком «New Thought Movement».
В 2011 году Chiodos гастролировали с Skindred, чтобы продвинуть новый альбом уэльских рагга-металлистов, «Union Black». За этим последовали четыре выступления в США совместно с The Color Morale, Close to Home и The Air I Breathe и выступление на 39-дневном фестивале «Scream It Like You Mean It 2011», на котором группа выступала прямо перед Breathe Carolina вместе с I See Stars, The Color Morale, MOD SUN и The Air I Breathe.

### Повторные изменения в составе (2012—2013)
27 марта 2012 года вокалист Брэндон Болмер и ударник Таннер Уэйн решили уйти из группы. 26 апреля 2012 года Chiodos выпустили видеоролик, подтверждающий, что Крэйг Оуэнс снова станет частью группы в первый раз за 2 с половиной года.
14 мая 2012 года Chiodos выпустили другой видеоролик, подтверждающий, что Деррик Фрост снова станет частью группы после нескольких лет.
8 ноября 2012 года во время исполнения соло Оуэнс и Белл заявили, что они усердно работают над записью нового альбома Chiodos и исполнили песню, которая может быть или не быть на новом альбоме. Запись успешно идёт к завершению.
23 ноября 2012 года Джейсон Хэйл объявил через twitter, что он больше не является участником Chiodos.

### Подписание контракта с Razor & Tie,Devilи распад (2013-2016)
15 мая 2013 года лейбл Razor & Tie объявил подписание контракта с Chiodos.
21 июня 2013 года во время выступления на Warped Tour в Помоне группа объявила, что после окончания тура группа начнёт записывать четвёртый альбом.
19 декабря 2013 года группа объявила во время шоу, что их альбом будет выпущен в марте 2014 года.
11 сентября 2013 года группа вошла в Dreamland Studio в Вудстоке, штат Нью-Йорк, с продюсером Дэвидом Ботриллем, вокалист Крейг Оуэнс прокомментировал производство нового альбома: «Мы рады работать с Дэйвом Ботриллем над новой записью Chiodos. Так что в течение следующих двух месяцев мы будем прятаться в лесу северной части штата Нью-Йорк, в выдолбленной церкви, превращенной в студию».
25 сентября 2013 года Alternative Press опубликовала интервью с Брэдли Беллом о том, чего ожидать на новом альбоме. В интервью Брэдли заявил, что альбом будет «... трогать назад к корням Bone Palace, но Томас привносит дух All's Well That Ends своей игрой. Кроме того, будет исследование новых рубежей». Брэдли также упомянул о том, как группа работала за пределами своей зоны комфорта с вокалистом Крейгом Оуэнсом, «...заставляя его на этом альбоме петь по-разному. Он много работал над использованием своего настоящего фальцета, вместо того, чтобы кричать на высоких нотах, просто чтобы перевести их в новое измерение. Он даже пел ниже во многих местах, чем в прошлом».
Они включили новую песню в их The Road To Warped Tour 2013 в Европе под названием «Behvis Bullock». В конце 2013 года группа планировала отправиться в Германию на разогреве Escape The Fate, но тур был отменён в короткие сроки, а Chiodos играли хедлайнерами на некоторых гигах.
27 января 2014 года был объявлен новый альбом под названием Devil, выпущенный 1 апреля 2014 года через Razor & Tie. В тот же день был выпущен первый сингл «Ole Fishlips Is Dead Now». Группа выступала в поддержке тура Parks & Devastation Tour группы A Day to Remember в течение сентября и октября. Одновременно они поддерживали The Blackout в Великобритании в течение ноября.
3 сентября 2014 года участники Деррик Фрост и Мэтт Годдард объявили, что они решили покинуть группу и были немедленно заменены Томасом Придженом (бывший участник The Mars Volta) на барабанах и Джозефом Троем (Rx Bandits) на басу. Группа была объявлена в качестве одного из участников фестиваля South by So What в марте в QuikTrip Park в Гранд-Прери. 9 декабря 2014 года Томас Эрак объявил, что уйдет, чтобы сосредоточиться на своей группе The Fall Of Troy.
1 ноября 2016 года Крэйг Оуэнс объявил в интервью Billboard о том, что группа Chiodos прекратила существование: "Всё сделано, группа больше не может оставаться на плаву. Было только что-то вроде колебаний, не обязательно плохих, но мы пришли к пониманию, что мы не можем заниматься этим на постоянной основе. Я думаю, что это просто перестало быть страстью для большинства из нас, поэтому мы сказали: «Хорошо, давайте остановимся»". Таким образом закончилась пятнадцатилетняя карьера Chiodos. Оуэнс теперь выступает под псевдонимом badXchannels и гастролирует в поддержку своего нового сольного альбома WHYDFML (What Have You Done For Me Lately).

### All’s Well That Ends Wellвоссоединение (2024)
13 ноября 2023 года было подтверждено выступление группы на фестивале When We Were Young 19 октября 2024 года в Лас-Вегасе. Лайнап группы не был анонсирован. Также анонсировано их выступление на Emo's Not Dead Cruise в 2025 году.

## Клипы
В 2005 году Chiodos самостоятельно сняли клип на песню «All Nereids Beware». Клип показывает группу, играющую предварительную версию песни All’s Well That Ends Well на парковке. Бас-гитариста Мэтта Годдарда стошнило в клипе на отметке 3:11.
В 2006 были выпущены клипы «One Day Women Will All Become Monsters» и «Baby, You Wouldn’t Last a Minute on the Creek». Клип «Baby, You Wouldn’t Last a Minute on the Creek» был включен в переиздание 2006 года альбома All’s Well That Ends Well, которое включило в себя DVD и три акустических трека с издания 2005 года.
В 2010 году Chiodos выпустили клип на сингл «Caves».
В 2011 году был выпущен клип на сингл «Notes in Constellations».

## Участники

### Финальный состав
- Крэйг Оуэнс (англ. Craig Owens) — вокал, фронтмен (2001—2009, 2012-2016)
- Пэт МакМэнаман (Pat McManaman) — ритм-гитара (2001-2016)
- Брэдли Белл (Bradley Bell) — клавишные, синтезаторы, фортепиано, бэк-вокал (2001-2016)

#### Финальный тур-состав
- Джозеф Аррингтон (Joseph Arrington) — ударные (2014-2015)
- Чед Кроуфорд (Chad Crawford) — соло-гитара (2015)

### Бывшие участники
- Мэтт Годдард (Matt Goddard) — бас-гитара (2001-2014)
- Деррик Фрост (Derrick Frost) — ударные (2004—2009, 2012-2014)
- Томас Эрак (Thomas Erak) — соло-гитара (2012-2014)
- Джейсон Хэйл (Jason Hale) — соло-гитара (2004—2012)
- Брэндон Болмер (Brandon Bolmer) — вокал, фронтмен (2010—2012)
- Таннер Уэйн (Tanner Wayne) — ударные (2010—2012)
- Дейн Спенсер (Dane Spencer) — соло-гитара (2002—2003)
- Патрик Келли (Patrick «Chip» Kelly) — соло-гитара (2003—2004)
- Кросби Кларк (Crosby Clark) — ударные (2002—2004)
- Майк Каталано (Mike Catalano) — ударные (2009)

## Дискография

### Студийные альбомы
| Год  | Альбом                                                                       | Лейбл                             | Максимальные позиции в чартах | Максимальные позиции в чартах | Максимальные позиции в чартах | Максимальные позиции в чартах | Максимальные позиции в чартах | Максимальные позиции в чартах | Максимальные позиции в чартах |
| Год  | Альбом                                                                       | Лейбл                             | US                            | US Ind.                       | US Heat.                      | US Internet                   | US Rock                       | US Hard Rock                  | US Alternative                |
| ---- | ---------------------------------------------------------------------------- | --------------------------------- | ----------------------------- | ----------------------------- | ----------------------------- | ----------------------------- | ----------------------------- | ----------------------------- | ----------------------------- |
| 2005 | All’s Well That Ends Well - Выпущен 26 июля 2005 - Переиздан 17 октября 2006 | Equal Vision                      | 164                           | 11                            | 3                             | N/A                           | N/A                           | N/A                           | N/A                           |
| 2007 | Bone Palace Ballet - Выпущен 4 сентября 2007 - Переиздан 28 октября 2008     | Equal Vision/Warner Bros. Records | 5                             | 1                             | N/A                           | 5                             | 1                             | 1                             | 1                             |
| 2010 | Illuminaudio - Выпущен 5 октября 2010                                        | Equal Vision                      | 37                            | 5                             | N/A                           | N/A                           | 11                            | 4                             | 5                             |
| 2014 | Devil - Выпущен 1 апреля 2014                                                | Razor & Tie                       | 12                            | N/A                           | N/A                           | 12                            | 3                             | 2                             | 3                             |

### EP
| Год  | Альбом                                                    | Лейбл             | Максимальные позиции в чартах | Максимальные позиции в чартах |
| Год  | Альбом                                                    | Лейбл             | US Ind.                       | US Heat.                      |
| ---- | --------------------------------------------------------- | ----------------- | ----------------------------- | ----------------------------- |
| 2001 | The Chiodos Brothers. (acoustic)                          | самоиздание       | N/A                           | N/A                           |
| 2002 | The Best Way to Ruin Your Life                            | самоиздание       | N/A                           | N/A                           |
| 2003 | The Heartless Control Everything - Выпущен 25 января 2003 | Search and Rescue | N/A                           | N/A                           |

### Синглы
| Год  | Название                                                                 | Альбом                    |
| ---- | ------------------------------------------------------------------------ | ------------------------- |
| 2005 | «All Nereids Beware»                                                     | All’s Well That Ends Well |
| 2005 | «One Day Women Will All Become Monsters»                                 | All’s Well That Ends Well |
| 2006 | «Baby, You Wouldn’t Last a Minute on the Creek»                          | All’s Well That Ends Well |
| 2007 | «The Words 'Best Friend' Become Redefined»                               | All’s Well That Ends Well |
| 2008 | «Lexington (Joey Pea-Pot with a Monkey Face)»                            | Bone Palace Ballet        |
| 2008 | «The Undertaker’s Thirst for Revenge is Unquenchable (The Final Battle)» | Bone Palace Ballet        |
| 2010 | «Caves»                                                                  | Illuminaudio              |
| 2010 | «Notes In Constellations»                                                | Illuminaudio              |
| 2014 | «Ole Fishlips Is Dead Now»                                               | Devil                     |

## Видеография
| Год  | Название                                                                 | Режиссер                      |
| ---- | ------------------------------------------------------------------------ | ----------------------------- |
| 2005 | «All Nereids Beware»                                                     | Andy DeYoung                  |
| 2006 | «One Day Women Will All Become Monsters»                                 | Michael Grodner               |
| 2006 | «Baby, You Wouldn’t Last a Minute on the Creek»                          | Popcore                       |
| 2006 | «The Words 'Best Friend' Become Redefined»                               | Pat Franchot                  |
| 2008 | «Lexington (Joey Pea-Pot With a Monkey Face)»                            | Josh Graham                   |
| 2008 | «The Undertaker’s Thirst for Revenge is Unquenchable (The Final Battle)» | Darren Doane                  |
| 2010 | «Caves»                                                                  | John Stephens                 |
| 2011 | «Notes In Constellations»                                                | John Stephens, Ryan Southwell |
| 2014 | «Ole Fishlips Is Dead Now»                                               | Неизвестен                    |
| 2014 | «3 AM»                                                                   | Ramon Boutviseth              |